# Башта Лукині Флеско Лавані
Башта Лукині Флеско Лавані — пам'ятка архітектури національного значення України (охор. № 010071/8), що належить до комплексу пам'яток Генуезької фортеці в Судаку. Згідно з Переліком об'єктів нерухомої спадщини Судацької фортеці Національного заповідника «Софія Київська», башта має порядковий номер 9. Споруджена в 1409 році.
Закрито-відкритого типу Башта Лукині Флеско Лавані — триповерхова, єдина тристінна вежа із залишками склепіння. В першому закритому ярусі практично глуха, а для ведення оборони має щілиноподібні бійниці з камерами, по одній на кожній зі стін (на другому) і амбразури 80 x 70 см так само з камерами (на третьому) ярусах. Довжина північної стіни становить 6 метрів, західної — 5,2 метра. Висота першого поверху — півтора метра. Висота другого поверху — 3,7 метра.
У західній стіні — плита, прикрашена вісьмома гербами і двома фігурами по боках. Напис на плиті свідчить: 
| "1409 року, в перший день серпня. Ця споруда зведена під час управління шляхетного й могутнього чоловіка пана Лукині де Флеско Лавані, графа і високоповажного консула, і коменданта Солдайи, і Бартоломео де Ілліоні, вершника і капітана". |
Відмінність цієї плити від інших плит у фортеці в тому, що на ній вигравіювано вісім щитів-гербів, чотири з яких несуть герб родини Флеско Лавані. Фігури з боків символізують предків з роду консула. Ще два щити, які залишаються порожніми, за традицією призначалися для генуезького управителя. У той рік, коли зводилася вежа, Генуя втратила свою незалежність, увійшовши в підпорядкування Французького королівства.
Під час розкопок біля фундаменту вежі знайшли ікону з написом латиною — Святий Феодор, що мала рельєфний малюнок і рамку заввишки 80 см. На іконі зображений святий Георгій Побідоносець на коні, який пронизує списом голову змія. Стиль, в якому виконана ікона, належить до XV століття.